# Ethmia nigrimaculata
Ethmia nigrimaculata — вид лускокрилих комах родини плоских молей (Depressariidae).

## Поширення
Вид поширений в степовій зоні України, Росії, Китаю і, можливо, Монголії.